# Norheim
Norheim ist eine Ortsgemeinde im Landkreis Bad Kreuznach in Rheinland-Pfalz. Sie gehört der Verbandsgemeinde Rüdesheim an.

## Geographische Lage
Norheim liegt im Nahetal in der Nähe des Rheingrafensteins und des Rotenfels. Die Gemeinde wird im Osten und Süden von der Kreisstadt Bad Kreuznach umschlossen, deren Stadtzentrum ca. 5 Kilometer (Luftlinie) von Norheim entfernt liegt. Westlicher Nachbarort ist Niederhausen und nördlicher Nachbarort ist Traisen.

## Geschichte
Norheim ist das älteste urkundlich erwähnte Weindorf an der Nahe. Es wurde anlässlich eines Verkaufs an das Kloster Lorsch im „15. Jahr des Königs Pippin“ (766 oder 767) als „Narheim“ und „in pago Nahgowe“ (Narheim im Nahegau) im Lorscher Codex genannt.
Der Besitz wurde 962 von Lorsch nach St. Maximin in Trier getauscht. 1190 kamen dann Gerichtsbarkeit und Besitztümer an die Herren von Bolanden vom Reich zu Lehen. Über die Rheingrafen und die Sponheimer kam es ab 1440 für drei Jahrhunderte an die Sickinger auf der Ebernburg. Als der letzte Vertreter 1768 verstarb, fiel die Herrschaft als herrenloses Lehen wieder an die Kurpfalz zurück.
Nach dem Ende der Napoleonischen Kriege und durch die Beschlüsse des Wiener Kongresses (1815) wurde Norheim preußisch und 1816 dem Kreis Kreuznach im Regierungsbezirk Koblenz zugeordnet.
Die katholische Pfarrkirche Kreuzerhöhung zu Norheim stammt in Teilen (Turm) aus der ersten Hälfte des 13. Jahrhunderts. Ab 1363 war sie dem Stift St. Crucis (Heiligkreuzstift, auch: Maria im Felde) zu Mainz inkorporiert. 
Im Glockenturm sind neben neueren Glocken zwei Glocken aus dem 14. bzw. 16. Jahrhundert. Die ältere der beiden stammt aus der ersten Hälfte des 14. Jahrhunderts, wiegt 280 kg und hat den Schlagton h'. Sie hat folgende Inschrift in gotischen Majuskeln: "MEYSTER · IOHAN · VON · MENCE DER · GOS MIC". Die jüngere stammt aus dem Jahr 1523, wiegt 800 kg und hat den Schlagton fis. Sie hat folgende Inschrift in gotischen Minuskeln: "· in · gotes · ere · lvden · ich · martinvs · heiss · ich · bois · wetter · vordribe · ich · ditterich · von · priem · goes · mich · m · vc · xxiii". 
Nach der Reformation bis zum Jahr 1698 wurde die Kirche dem evangelischen Bekenntnis zugesprochen. Die heutige gotische Form des Schiffes erhielt sie 1864, im Jahr 1911 wurde der Turm um eine geschieferte Schallstube erhöht und mit einem spitzen, achtseitigen Helm versehen. Der Turm steht im Osten und bildete früher den Chor. Der Eingang wurde ebenfalls 1911 durchbrochen.
Norheim hatte drei Wassermühlen. Die älteste war die Witt’sche Mühle, welche erstmals im Jahr 1471 erwähnt wird. Es handelte sich um eine altdeutsche Gangmühle mit unterschlächtigem Wasserrad. Es wurde Getreide und laut Adam Karst (1838–1852) auch Ölfrucht gemahlen. Da die Mühle Bannmühle war, durften die Norheimer Bürger nur dort ihr Korn mahlen lassen. Nach dem Verkauf an den Müller Krieger wurde die Mühle 1833 stillgelegt.
Die zweite Mühle ist die Steinsche Mühle (seit 1910 Krugermühle). Sie liegt 20 m unterhalb der Witt’schen Mühle und wurde 1722 mit freiherrlicher Genehmigung der Sickinger als Eigentumsmühle erbaut. Da die Norheimer an die Witt’sche Mühle gebannt waren, musste sich der damalige Besitzer Stein seine Kunden in Traisen und Hüffelsheim suchen und Getreide auf dem Kreuznacher Kornmarkt kaufen und dort als Mehl wieder anbieten. Bei der Krugermühle handelte es sich um eine Getreidemühle mit eigenem Mühlteich und einem unterschlächtigen Zuppingerrad. Dieses war bis zur Stilllegung 1975 im Einsatz. Seit 1995 ist die Anlage mit einem neuen Rad reaktiviert und erzeugt mittels eines Asynchron-Generators Strom. Die erwartete Jahresleistung liegt bei 200.000 kWh.
Die dritte Mühle ist die Weidenmühle am östlichen Ortsausgang. Sie wurde 1726 vom Müller Matthias Schmitt gebaut. Es handelte sich um eine Eigentumsmühle in der Konzession der Sickinger, in der Getreide gemahlen wurde. Der Antrieb erfolgte über ein unterschlächtiges Wasserrad. Nachdem Anfang des 19. Jahrhunderts die Witt'sche Bannmühle ihren Betrieb einstellte, war die Weidenmühle die bedeutendste Mühle Norheims. Ihr Betrieb wurde 1950 nach dem Tod des letzten Müllers Hans Brosius eingestellt.
Bevölkerungsentwicklung

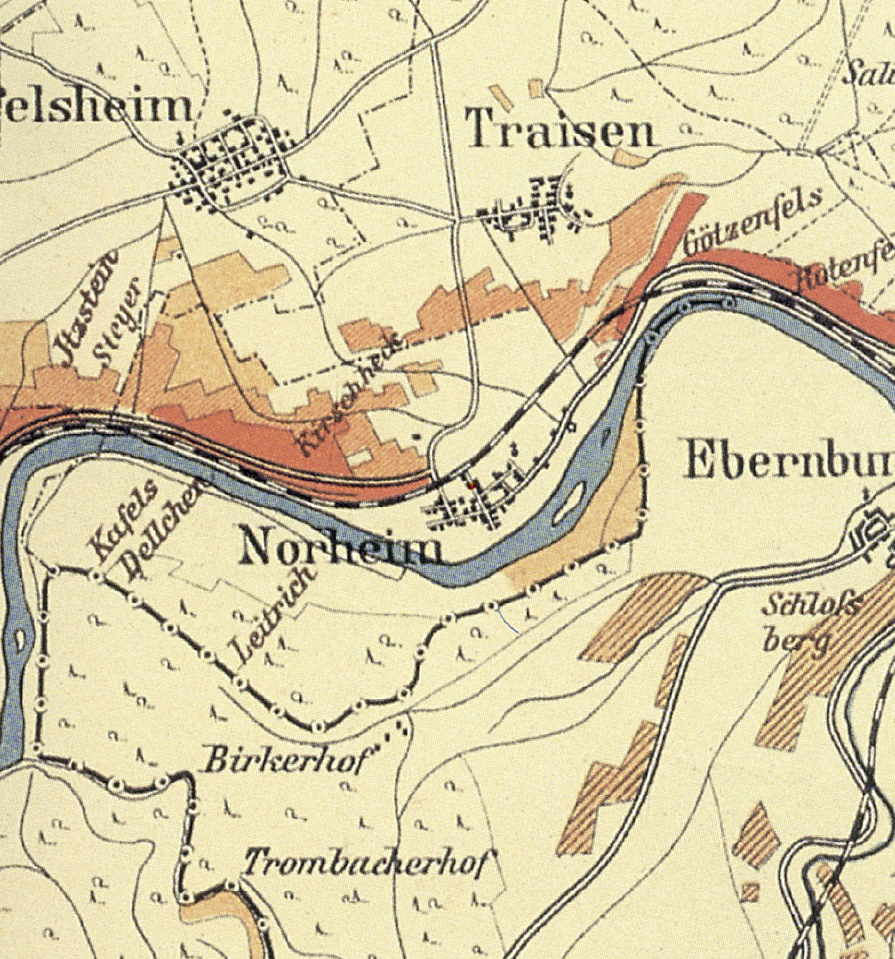
Gemeinde Norheim mit seinen Wein-Lagen. Ausschnitt aus der historischen Nahe-Weinbau-Karte für den Regierungsbezirk Koblenz aus dem Jahre 1901.

Die Entwicklung der Einwohnerzahl von Norheim, die Werte von 1871 bis 1987 beruhen auf Volkszählungen:
| Jahr | Einwohner |
| 1815 | 413       |
| 1835 | 582       |
| 1871 | 611       |
| 1905 | 640       |
| 1939 | 899       |

| Jahr | Einwohner |
| 1950 | 958       |
| 1961 | 1.033     |
| 1970 | 1.343     |
| 1987 | 1.567     |
| 1997 | 1.531     |

| Jahr | Einwohner |
| 2005 | 1.430     |
| 2017 | 1.507     |
| 2018 | 1.547     |
| 2019 | 1.541     |
| 2022 | 1.548     |

## Politik

### Gemeinderat
Der Gemeinderat in Norheim besteht aus 16 Ratsmitgliedern, die bei der Kommunalwahl am 9. Juni 2024 in einer personalisierten Verhältniswahl gewählt wurden, und dem ehrenamtlichen Ortsbürgermeister als Vorsitzendem.
Die Sitzverteilung im Gemeinderat:
| Wahl | SPD | CDU | FDP | FL | Gesamt   |
| ---- | --- | --- | --- | -- | -------- |
| 2024 | 4   | 5   | –   | 7  | 16 Sitze |
| 2019 | 4   | 3   | –   | 9  | 16 Sitze |
| 2014 | 3   | –   | –   | 13 | 16 Sitze |
| 2009 | 5   | 9   | 2   | –  | 16 Sitze |
| 2004 | 6   | 9   | 1   | –  | 16 Sitze |
| 1999 | 8   | 7   | 1   | –  | 16 Sitze |

- FL = „100% Norheim – Freie Liste der Ortsgemeinde Norheim e. V.“[13]

### Bürgermeister
Uwe Sax wurde in der Gemeinderatssitzung am 3. Dezember 2024 als Ortsbürgermeister von Norheim vereidigt. Zu seinem 1. Beigeordneten wurde Patrick Rusch (FL „100 Prozent Norheim“), als weitere Beigeordnete Rainer Beisiegel (CDU) und Stephan Karsch (SPD) gewählt. Bei der Kommunalwahl am 9. Juni 2024 hatten dem Einzelkandidaten Tristan Heringklee (CDU), bei einer Wahlbeteiligung von 69,5 %, 12 Stimmen zur Erlangung der absoluten Mehrheit gefehlt, so dass eine Wiederholungswahl durchgeführt werden musste. Bei dieser wurde am 10. November 2024 Uwe Sax (FL „100 Prozent Norheim“), bei einer Wahlbeteiligung von 63,1 %, mit einem Stimmenanteil von 78,2 % zum Ortsbürgermeister gewählt. Der nunmehr als Einzelbewerber angetretene Tristan Heringklee erhielt einen Stimmenanteil von 21,8 %.
Der Vorgänger von Uwe Sax, Kai Michelmann (FL „100 Prozent Norheim“), hatte zuvor 10 Jahre die Geschäfte der Ortsgemeinde geleitet, nachdem er am 1. Juli 2014 als Ortsbürgermeister von Norheim vereidigt worden war. Bei der Kommunalwahl am 25. Mai 2014 war er mit einem Stimmenanteil von 75,2 % erstmals ins Amt gewählt worden. Bei der Kommunalwahl am 26. Mai 2019 wurde er mit einem Stimmenanteil von 71,44 % gegen den Kandidaten Markus Karsch (SPD) in seinem Amt bestätigt.

### Gemeindepartnerschaft
- Mit dem Ort Tannay im Département Nièvre in Frankreich besteht seit 7. September 1968 eine Partnerschaft.

## Kultur und Sehenswürdigkeiten
- Katholische Kirche Kreuzerhöhung im Ortskern Norheim
- ehemaliger katholischer Pfarrhof; massiver Spätbarockbau aus dem 18. Jh.
- Evangelische Kirche von 1901

Siehe auch: Liste der Kulturdenkmäler in Norheim

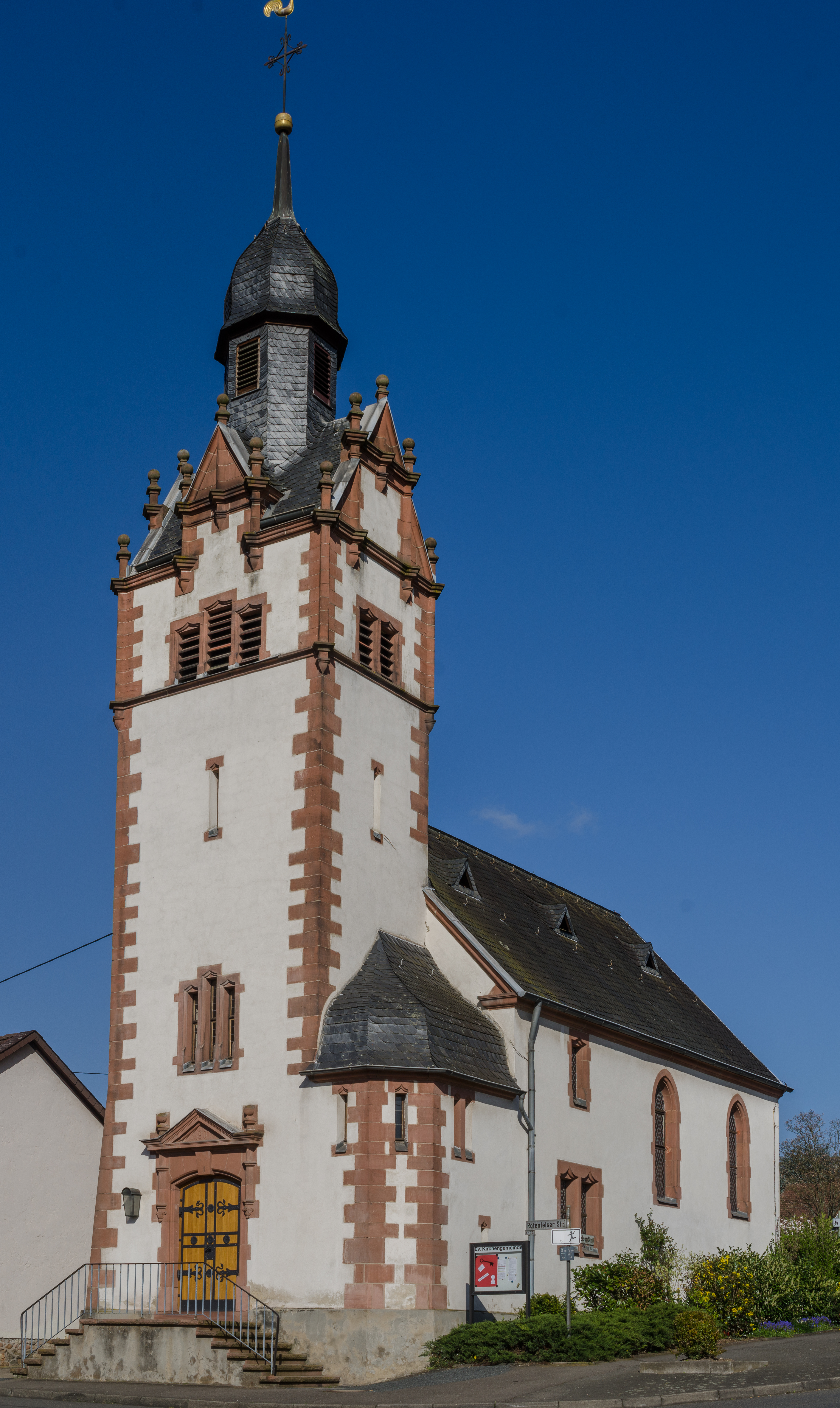
Norheim, Evangelische Kirche
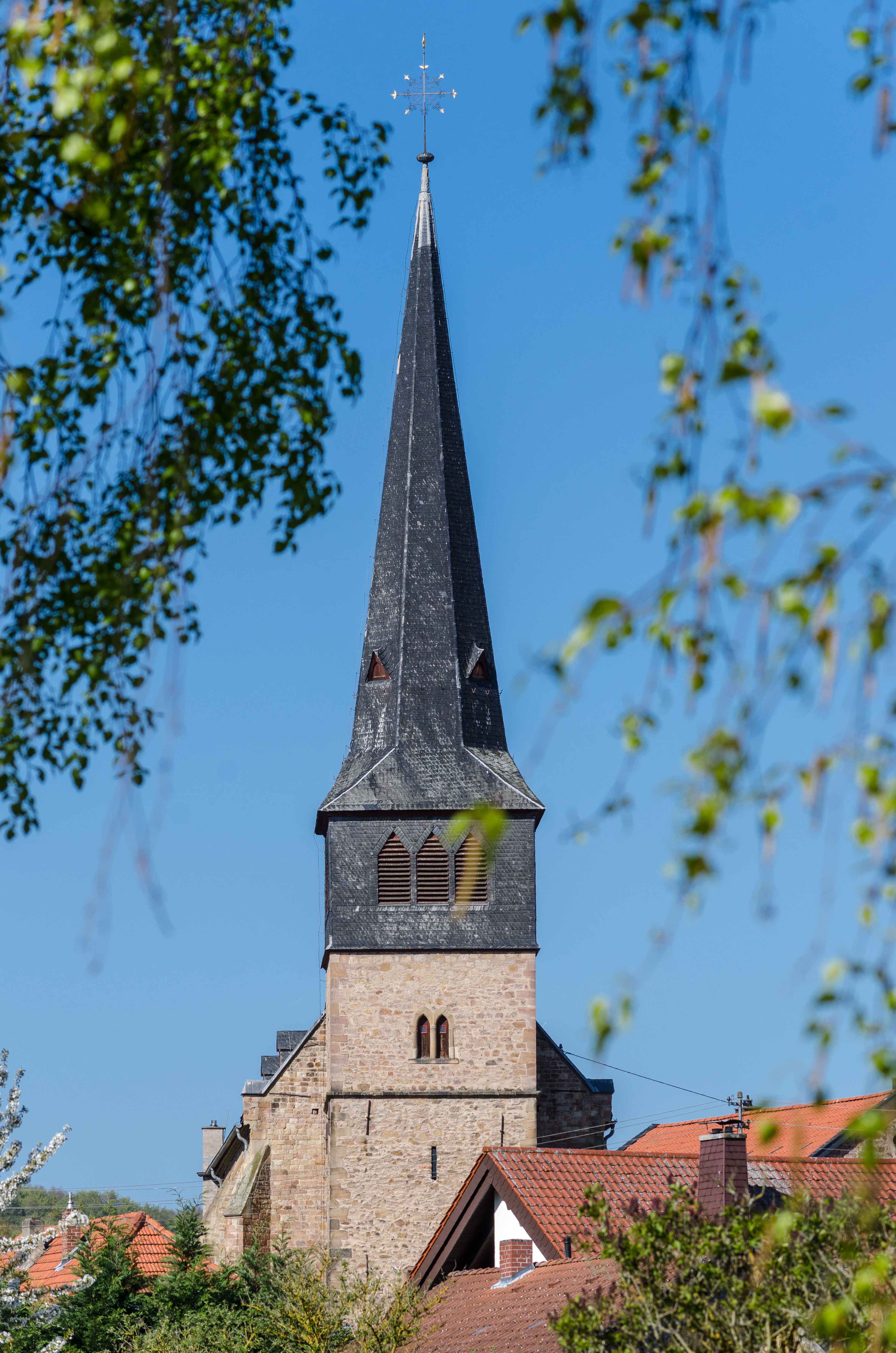
Norheim, Katholische Kirche Kreuzerhöhung
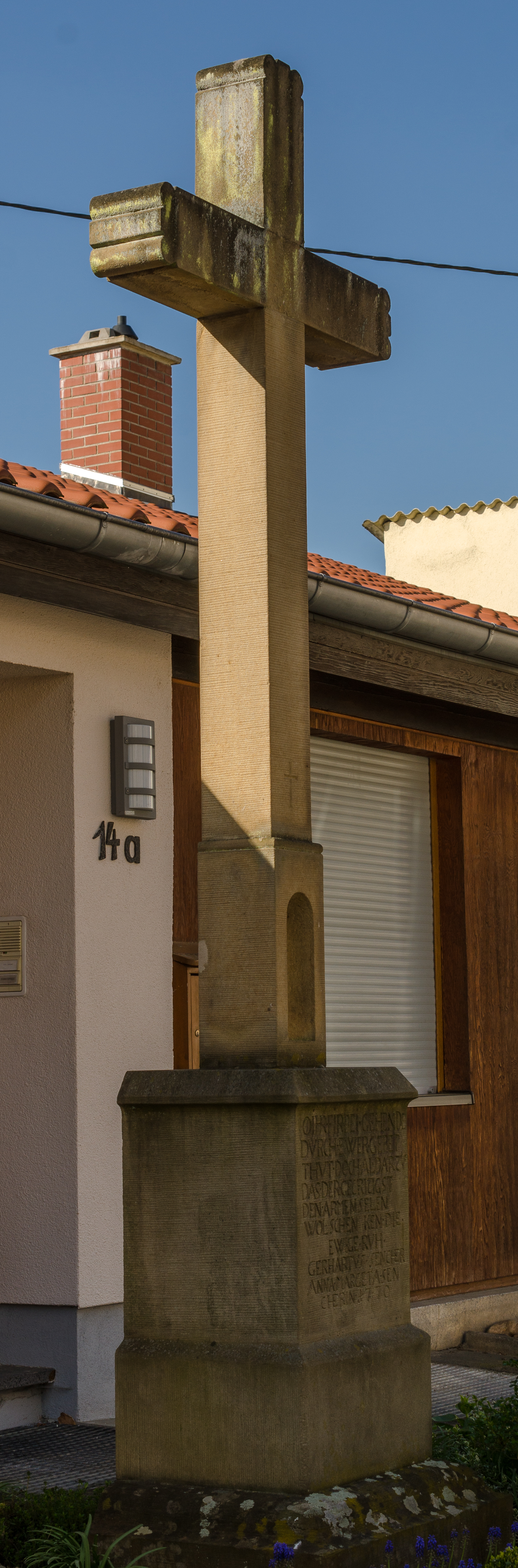
Norheim, Wegekreuz aus dem 18. Jh.
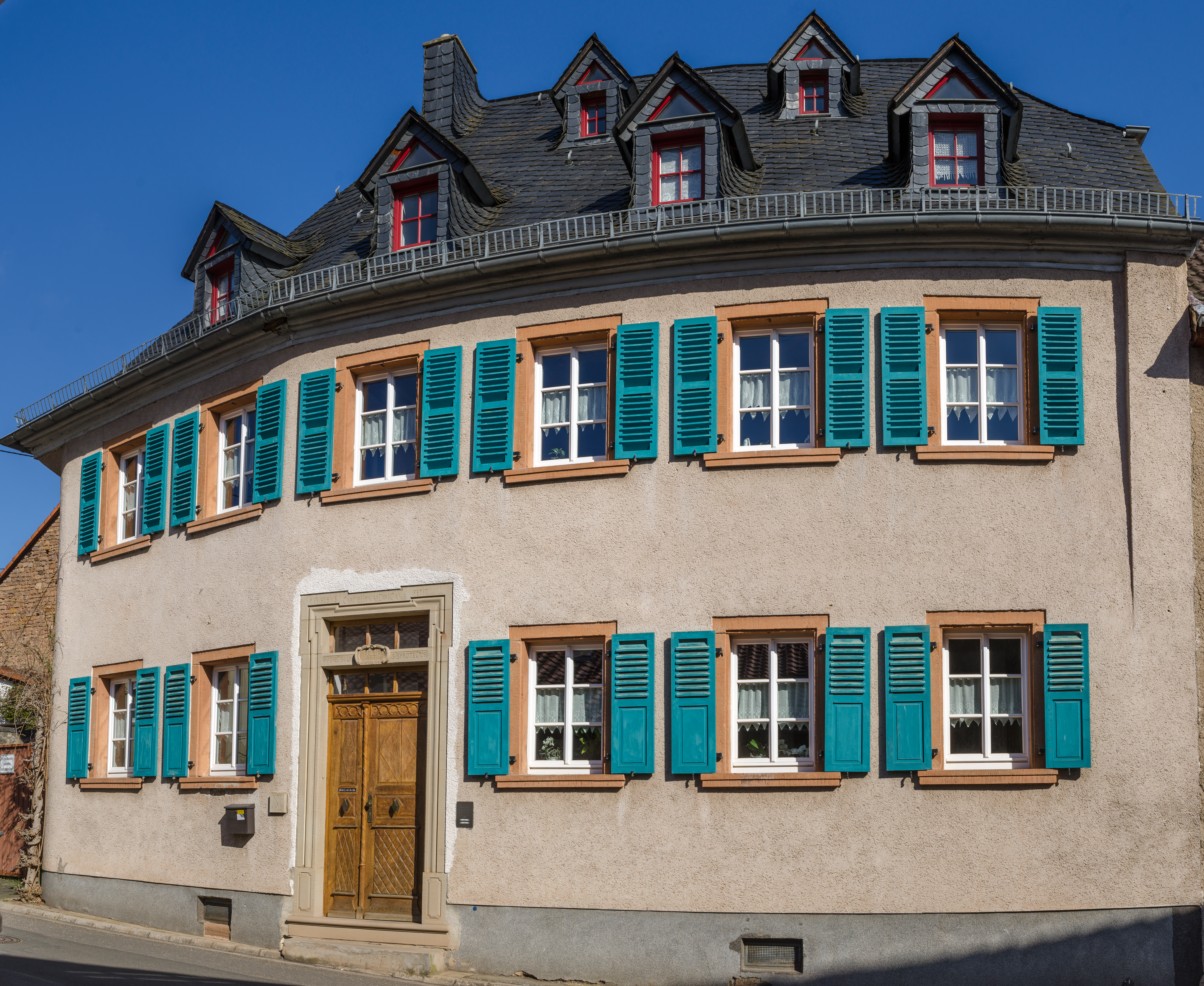
Norheim, Kath. Pfarrhof von 1726

## Wirtschaft und Infrastruktur

### Verkehr
Der Haltepunkt Norheim liegt an der Bahnstrecke Bingen–Saarbrücken und wird von der Linie RB 33 Mainz–Bad Kreuznach–Kirn–Idar-Oberstein bedient.

## Persönlichkeiten
- Kurt-Ulrich Mayer (* 1950), Politiker (CDU), Professor und Präsident der Sächsischen Landesanstalt für privaten Rundfunk und neue Medien (SLM)